# Svenskt Tenn

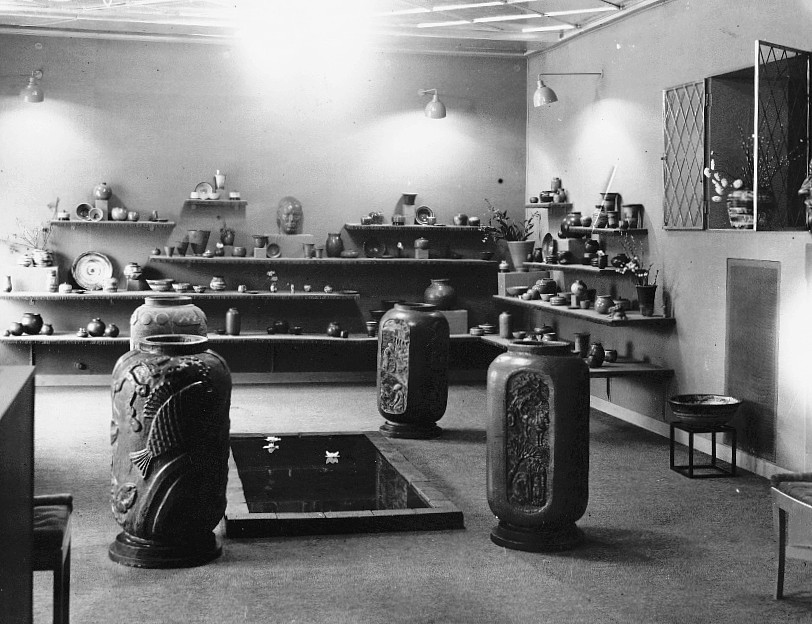
Butiken vid Strandvägen på 1930-talet.

Svenskt Tenn är ett inredningsföretag med butik, inredningsateljé och tesalong vid Strandvägen 5 i Stockholm samt butik på webben. Företaget grundades 1924 av Estrid Ericson som var en teckningslärare och tennkonstnär från Hjo. Svenskt Tenn sålde ursprungligen bara tennföremål, men 1930 utökades sortimentet till att även omfatta en inredningsavdelning med möbler, belysningsarmatur och föremål. Företaget är sedan 1928 kunglig hovleverantör och ägs av Kjell och Märta Beijers stiftelse som främjar naturvetenskaplig forskning och kultur.

## Historia

### Tillkomst, tidig historia
Den trettioåriga Estrid Ericson öppnade, i oktober 1924, butiken Svenskt tenn på Smålandsgatan i Stockholm, med hjälp av arvet från sin far. Tillsammans med tennkonstnären Nils Fougstedt tillverkade Ericson tennkonst och företaget etablerade sig snabbt som ett välkänt namn. 1925 vann de en guldmedalj i Paris på Exposition des Arts Décoratifs et Industriels. Vidare framgångar följde i samband med en utställning om svensk design på Metropolitan Museum of Art, New York. Utställningen visades senare även i Chicago samt Detroit. Svenskt Tenns butik flyttades 1927 till större lokaler i kvarteret Bodarne på Strandvägen, där den befinner sig än idag.

### 1934–1999
År 1934 knöts Josef Frank till firman. Han blev en av Svenskt Tenns främsta formgivare. Andra formgivare var Anna Petrus, Björn Trägårdh, Robert Hult och Uno Åhrén. Genom tiden vann designduon välkända kunder, bland annat beställde Sigvard Bernadotte 1932 en ny inredning till sitt sovrum. I samma veva inredde Ericson och Frank huset till kuratorn Anne Hedmark på Millesgården. Efter Josef Franks död 1967 fortsatte Estrid Ericson att driva Svenskt Tenn fram till 1975, då hon sålde företaget till Kjell och Märta Beijers stiftelse. År 1979 blev Ann Wall chef för verksamheten. Hon förvandlade Svenskt Tenn till ett vinstdrivande företag genom att modernisera sortimentet, organisationen och förvaltningen samt marknadsföringen. Samtida formgivare och konst- och designhögskolor valdes ut för samarbeten.

### 1999 och framåt
Efter att Ann Wall slutade som vd, instiftade Beijerstiftelsen ett designpris i hennes namn, utifrån den nya affärsidén ”att föra Estrid Ericsons och Josef Franks anda vidare i modern tappning.” I detta kontext, har stiftelsen även köpt Franks villa “Carlsten” i Falsterbo, där han hade ritat och byggt ett flertal sommarhus som står kvar än idag. 2001 tog Yvonne Sörensen över ledningen.
Enligt Svenskt Tenn består 80 procent av deras sortiment av produkter som är av egen design. Josef Frank lämnade efter sig 2 000 möbelritningar och drygt 160 textila mönster.
År 2009 debuterade Prins Carl Philip med en silverbestickskollektion. Året därpå presenterade prinsen en eldskärm som han har varit med och skapat. Franks inflytande är aktuellt än idag. Hans formgivning kan man hitta på bland annat svenska ambassader, däribland i Alger samt på generalkonsulatet i New York. Under de sista åren ställdes det kreativa arvet av Frank och Ericson ut på bland annat Sven-Harrys konstmuseum i Stockholm 2014, på MAK i Wien 2015, Fashion and Textile Museum i London 2017 och Didrichsens konstmuseum i Helsingfors 2018.
År 2014 instiftade Svenskt Tenn ett designstipendium som årligen tilldelas en avgångsstudent på formlinjen vid Beckmans designhögskola.

### Bilder

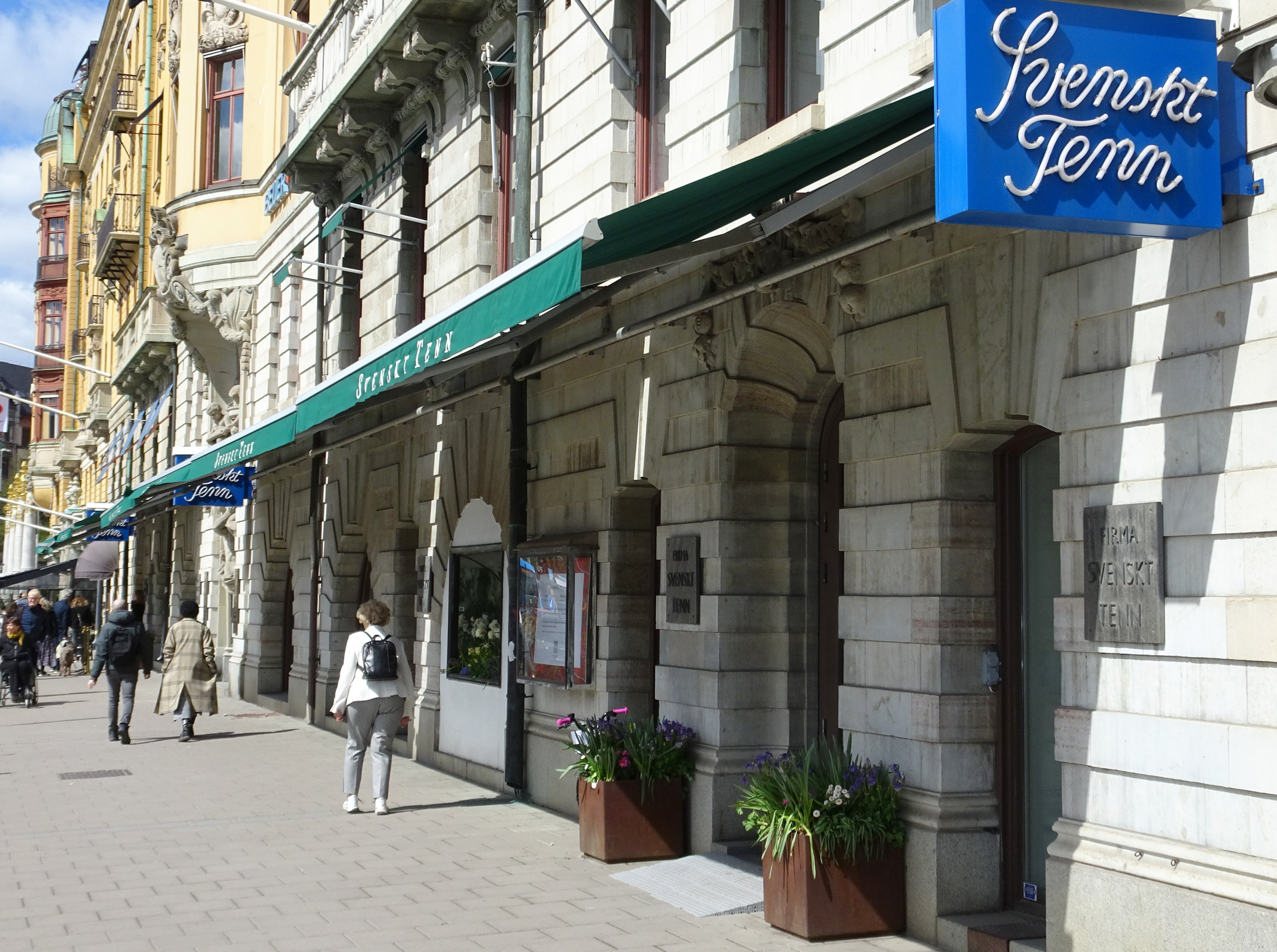
Butiken vid Strandvägen i Stockholm, 2022.
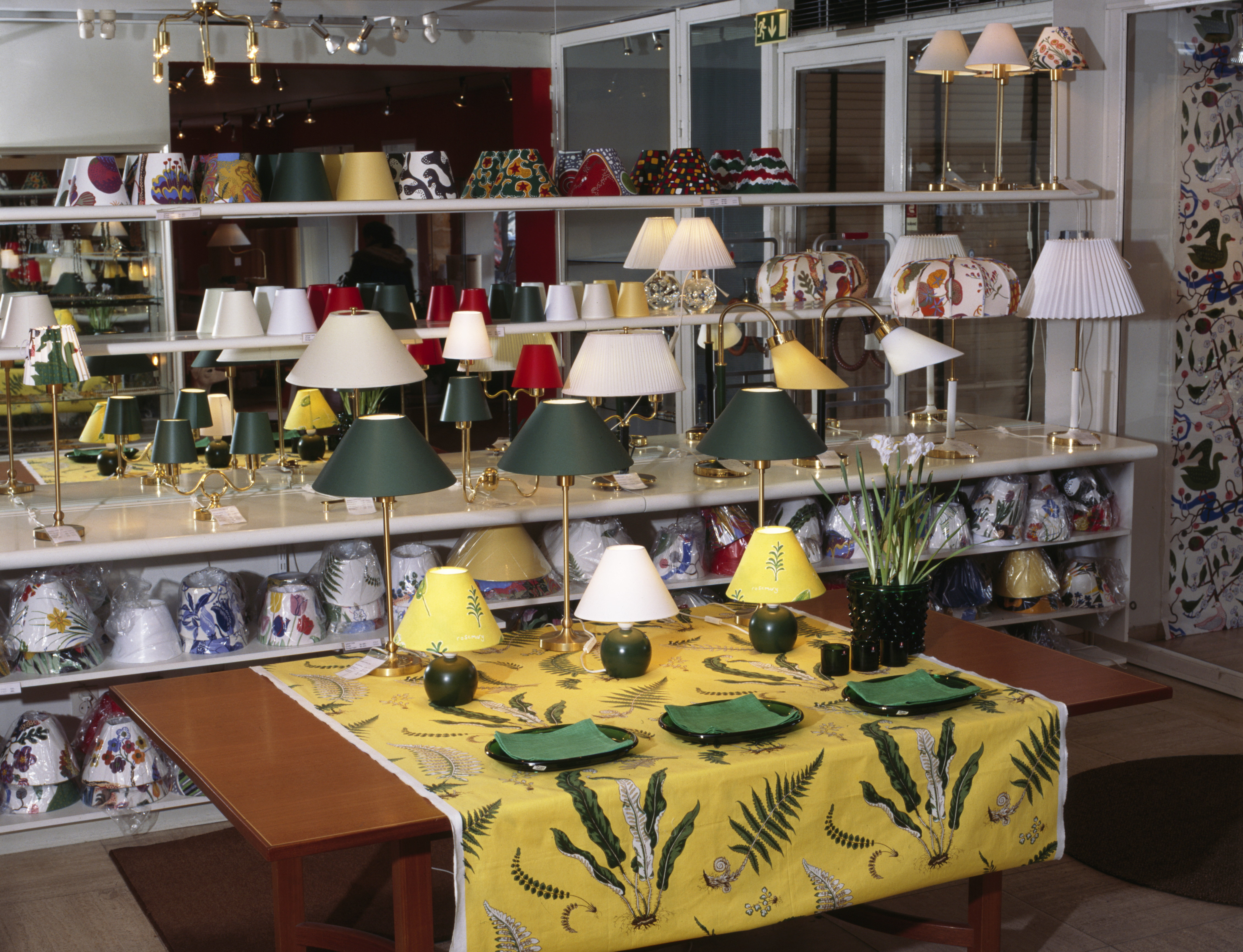
Svenskt Tenns belysningsavdelning, 1998.
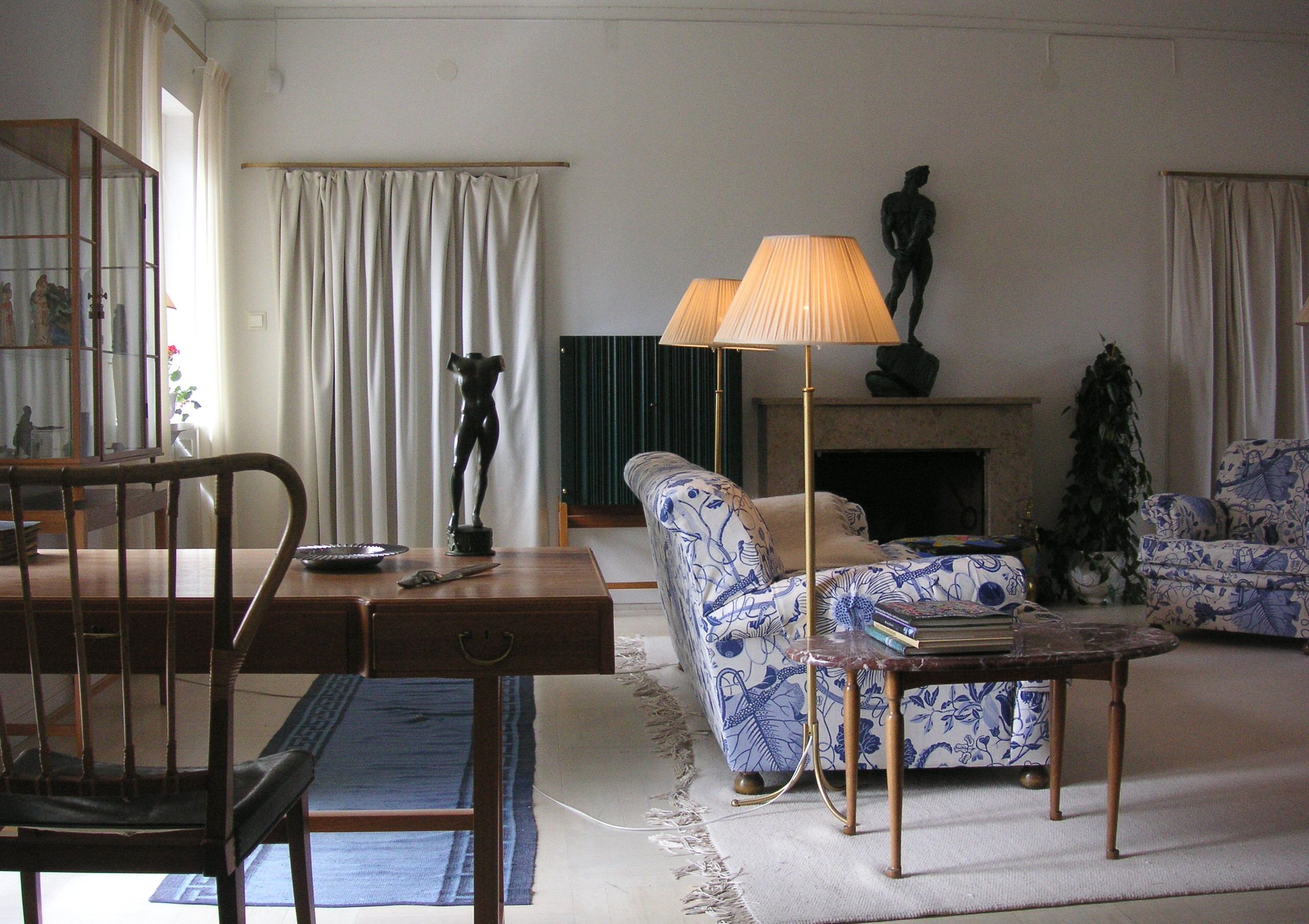
Vardagsrummet, inrett av Ericson och Frank, i Annes hus på Millesgården, 2008.
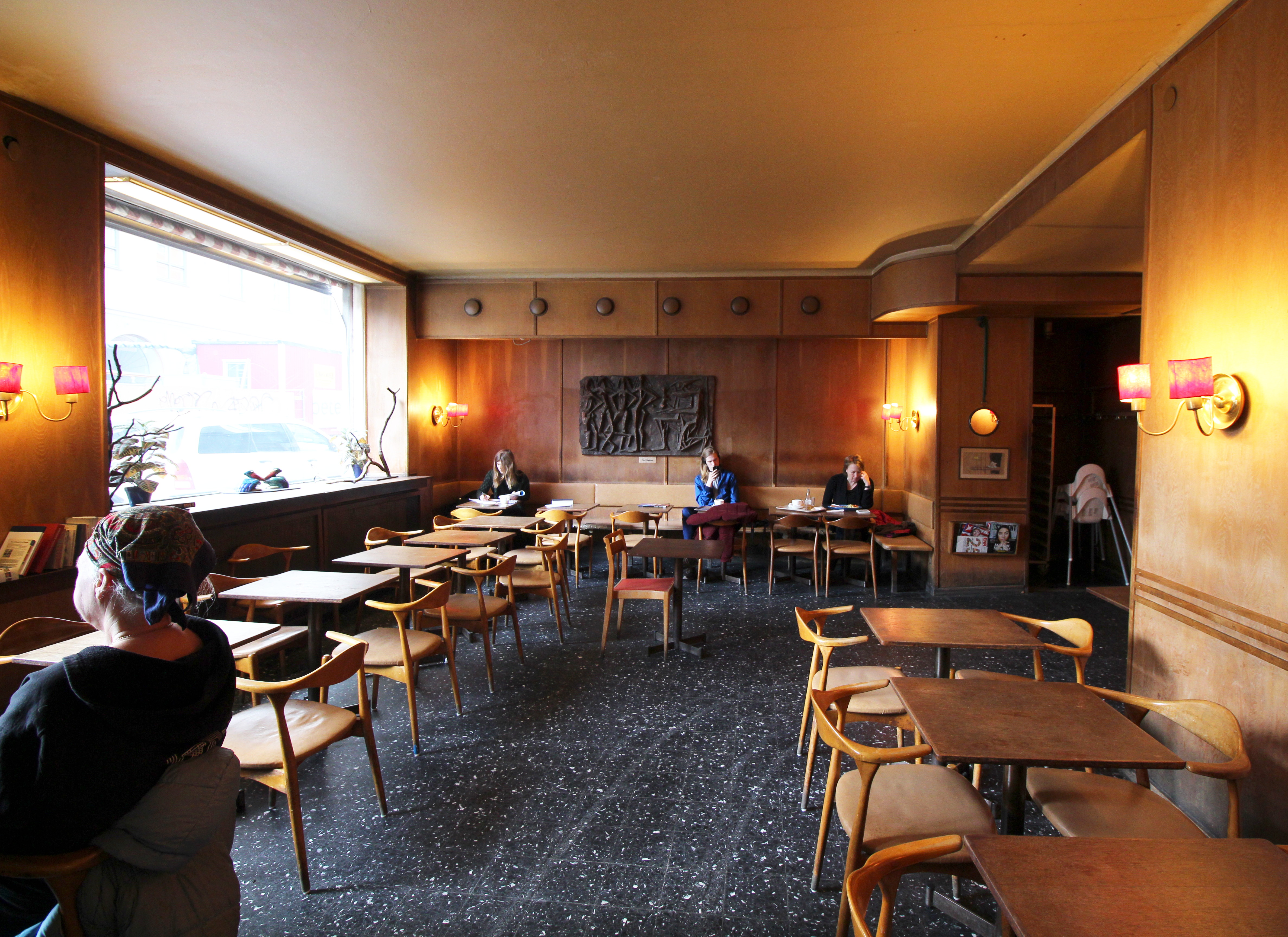
Inredning för Konditori Valand, 2016.

## Betydelse och eftermäle
På auktionerna når Franks och Ericsons designer toppriser. Deras utkast till mönster och möbler tillhör numera Nationalmuseets samlingar samt MoMa.
Ericson uppskattade och gav stöd åt svenskt hantverk och var inspirerad av den brittiske Arts & Crafts-företrädaren William Morris. Idag tillverkas en stor del av Franks möbler på samma småländska och sörmländska snickerier som levererat dem sedan mitten av 1900-talet. I Reijmyre tillverkas bland annat glasen. Tygerna är i 100 procent bomull eller linne. I västra Götaland tillverkas tennprodukterna, bland annat lejonfigurerna av Anna Petrus.